# Aarschot
Aarschot là một thành phố  và đô thị trong tỉnh Vlaams-Brabant, in Flanders, một trong ba vùng của Bỉ. Đô thị này bao gồm thành phố  of Aarschot và các thị xã Gelrode, Langdorp và Rillaar. Tại thời điểm ngày 1 tháng 1 năm 2006, Aarschot có tổng dân số 27.864 người. Tổng diện tích là 62,52 km² với mật độ dân số là 446 người trên mỗi km².
Đô thị này tọa lạc ở khu vực thuộc Vlaams-Brabant có tên gọi Hageland, nằm ở phía đông của Leuven. Aarschot có nhà thờ nằm ở trung tâm, được xây bằng đá nâu từ các đồi ở vùng phụ cận.

## Dân địa phương nổi tiếng
- Front 242, nhóm nhạc điện tử
- Scala & Kolacny Brothers, dàn đồng ca